# Peter Ronsse
Peter Ronsse (né le 9 février 1980 à Harelbeke) est un coureur cycliste belge.

## Palmarès
- 2001
  - Prologue du Tour de Liège (contre-la-montre par équipes)
- 2004
  - Vlaamse Havenpijl
  - 3e du Grand Prix de la ville de Pérenchies
- 2007
  - Grand Prix de la ville de Pérenchies